# Olapa
Olapa es el nombre de la diosa de la luna en la mitología masái. 
Según la tradición masái, Olapa está casada con el dios Ngai, dios del sol. Sin embargo un día este matrimonio sufrió una pelea, y Olapa, furiosa le infligió a Ngai una herida. En venganza Ngai golpeó la parte posterior de Olapa y este golpe empujó hacia fuera uno de los ojos de Olapa, y esto se puede ver hoy; cuando la luna es llena. En cuanto a Ngai, este llevó su brillo al máximo para que nadie pueda mirar su herida.